# Bandera de Fuentepelayo
|Imagen         =

Bandera de Fuentepelayo.

La bandera de Fuentepelayo es el símbolo más importante de Fuentepelayo, municipio de la provincia de Segovia, comunidad autónoma de Castilla y León, en España. 

## Descripción
La bandera de Fuentepelayo se describe heráldicamente de la siguiente manera:

«Bandera cuadrada de proporción 2:3, partida al tercio del asta de amarillo (1/3) y rojo (2/3), y sobre la partición amarilla tres gallos negros, picados, armados y crestados de rojo.»
Boletín Oficial de Castilla y León nº 73/1995